# UK Tour 1998/99
Die UK Tour 1998/99 war eine Serie von Snookerturnieren, die vom professionellen Weltverband als „zweitklassige“ Tour des Profisnookers parallel zur Saison 1998/99 der Snooker Main Tour ausgetragen wurde. Sie bestand aus vier eigenen Turnieren und zwei Main-Tour-Turnieren. Startberechtigt waren alle interessierten Spieler inklusive niedrig platzierter Spieler der Main Tour, nur die Main-Tour-Weltspitze wurde außenvorgelassen. Über eine Gesamtwertung wurden am Ende der Saison Startberechtigungen für die nächste Main Tour verteilt.

## Struktur
Zum zweiten Mal in Folge wurde neben der Snooker Main Tour auch eine „zweitklassige“ Tour im Profisnooker ausgetragen. Ein Jahr nach der Trennung hatte sich das System erprobt und die UK Tour war erneut als „offene“ Tour war sie für alle interessierten Spieler offen, im Gegensatz zur damaligen Main-Tour-Saison bestanden keine sportlichen Qualifikationsbeschränkungen. Lediglich die Spieler der Snooker Main Tour durften nicht teilnehmen, wobei erneut eine Ausnahme für auf der Snookerweltrangliste niedrig platzierte Spieler gemacht wurde, um diesen eine zusätzliche Absicherung ihres Profistatus zu ermöglichen. Alle UK-Tour-Spieler konnten so nur an den Events des UK-Tour-Programms teilnehmen, eine prinzipielle Spielberechtigung für die Main-Tour-Profiturniere bestand also nicht. Im Gegensatz zum Vorjahr bestand die UK Tour 1998/99 nur aus vier eigens ausgetragenen Events, die im K.-o.-System in zwei verschiedenen Snookerhallen in England ausgespielt wurden. Zusätzlich standen zwei Main-Tour-Turniere auf dem UK-Tour-Programm: Alle UK-Tour-Spieler durften an der Snookerweltmeisterschaft bzw. an deren Qualifikation teilnehmen, einige ausgewählte, führende Spieler der UK Tour 1998/99 wurden zudem zur Benson and Hedges Championship 1998 eingeladen, dem Qualifikationsturnier des Masters 1999. Ähnlich wie die Weltmeisterschaft gehört das Masters zu den wichtigsten Turnieren des professionellen Snookers.
Bei den vier eigenen Events der UK Tour und in der WM-Qualifikation konnten alle UK-Tour-Spieler Punkte für eine „Order of Merit“ genannte Gesamtwertung der UK Tour gewinnen, nur bei der Benson and Hedges Championship existierte diese Möglichkeit nicht. Über die mit den Punkten errechneten Endwertung wurden am Ende Startberechtigungen für die nächste Main-Tour-Saison vergeben. Der Snookertisch-Hersteller Riley fungierte als Sponsor der Turnierserie.
Die folgende Tabelle zeigt den Preisgeldschlüssel für die vier UK-Tour-Events. Angaben über die Punkteverteilung für die Order of Merit sind unbekannt.
| Runde     | Sieger  | Finalist | Halbfinalist | Viertelfinalist | Letzte 16 | Letzte 32 |
| Preisgeld | 7.000 £ | 4.000 £  | 2.000 £      | 1.400 £         | 800 £     | 400 £     |

## Events
Die folgende Tabelle gibt einen Überblick über die vier eigenen Events der UK Tour 1998/99:
| Nr. | Datum               | Austragungsort                       | Sieger         | Ergebnis | Finalist       |
| --- | ------------------- | ------------------------------------ | -------------- | -------- | -------------- |
| 1   | 5. bis 7. Oktober   | Stockport – Hazel Grove Snooker Club | Alfie Burden   | 6:5      | Anthony Davies |
| 2   | 27. bis 29. Oktober | Swindon – Jesters Snooker Club       | Joe Swail      | 6:1      | Alfie Burden   |
| 3   | 22. bis 24. Februar | Swindon – Jesters Snooker Club       | Stuart Bingham | 6:1      | Matthew Couch  |
| 4   | 12. bis 14. April   | Stockport – Hazel Grove Snooker Club | James Reynolds | 6:4      | Jason Ferguson |

Im dritten Event erzielte Stuart Bingham ein Maximum Break, ein weiteres gelang Nick Dyson im vierten Event. Beide wurden in die offizielle Liste von Maximum Breaks des Weltverbandes aufgenommen und sind daher das 27. und 28. offiziell anerkannte 147er-Break im Profisnooker.

## Rangliste
Der Engländer Alfie Burden beendete die Saison auf Platz 1 der UK-Tour-Gesamtwertung, gefolgt vom Nordiren Joe Swail. Beide Spieler gehörten zu jenen Main-Tour-Spieler, denen eine UK-Tour-Teilnahme aufgrund ihrer niedrigen Weltranglistenposition erlaubt wurde. Die übrigen Platzierungen der Endwertung und die Namen aller Qualifikanten für die nächste Main-Tour-Saison sind mangels Quellen unbekannt.